# Eucereon rosina
Eucereon rosina är en fjärilsart som beskrevs av Walker 1854. Eucereon rosina ingår i släktet Eucereon och familjen björnspinnare. Inga underarter finns listade i Catalogue of Life.